# Kazair West
Kazair West was een Kazachse luchtvaartmaatschappij met haar thuisbasis in Atıraw.

## Geschiedenis
Kazair West is opgericht in 1996 in samenwerking met Clintondale Aviation uit de Verenigde Staten.

## Vloot
De vloot van Kazair West bestaat uit: (februari 2007)
- 1 Tupolev TU-134A
- 1 Tupolev TU-134B
- 2 Yakolevs Yak-40
- 2 Lets L-410-UVP